# Sporting Love
Pour plus de détails, voir Fiche technique et Distribution.
Sporting Love est un film musical britannique, sorti en 1936.

## Fiche technique
- Titre : Sporting Love
- Réalisation : J. Elder Wills
- Scénario : Ingram D'Abbes et Fenn Sherie d'après la pièce de Stanley Lupino
- Photographie : Eric Cross
- Montage : Hugh Stewart
- Production : Henry Passmore
- Pays d'origine : Royaume-Uni
- Format : Noir et blanc - 1,37:1 - Mono
- Genre : comédie
- Durée : 67 minutes
- Date de sortie : 1936

## Distribution
- Stanley Lupino : Percy Brace
- Laddie Cliff : Peter Brace
- Eda Peel : Maude Dane
- Lu Ann Meredith : Nellie Gray
- Bobbie Comber : Gerald Dane
- Henry Carlisle : Lord Dimsdale
- Clarissa Selwynne : Tante Fanny
- Wyn Weaver : Wilfred Wimple
- Barry Lupino
- Arty Ash
- Syd Crossley